# Cape Southwest
Cape Southwest är en udde i Kanada.   Den ligger i territoriet Nunavut, i den norra delen av landet, 3 700 km norr om huvudstaden Ottawa.
Terrängen inåt land är kuperad åt nordväst, men åt nordost är den platt. Havet är nära Cape Southwest åt sydväst. Trakten är glest befolkad. Det finns inga samhällen i närheten.